# CEB Cup
CEB Cup je zaniklá klubová soutěž v baseballu, která se hrála pod patronací Evropské baseballové konfederace v letech 1993 až 2007. Byla určena pro evropské kluby, které se nekvalifikovaly do Poháru mistrů evropských zemí. Nejúspěšnějším klubem v historii poháru je italský Caffè Danesi Nettuno, který zvítězil třikrát. Dvakrát se z poháru radoval český tým – v roce 2001 zvítězila Technika Brno, o rok později  SK Krč Praha.

## Přehled vítězů
| Rok  | Vítěz                |
| ---- | -------------------- |
| 1993 | Caffè Danesi Nettuno |
| 1994 | Telemarket Rimini    |
| 1995 | Caffé Danesi Nettuno |
| 1996 | Juventus 48 Torino   |
| 1997 | Papalini Grosseto    |
| 1998 | GB Ricambi Modena    |
| 1999 | GB Ricambi Modena    |
| 2000 | Caffé Danesi Nettuno |
| 2001 | Technika Brno        |
| 2002 | SK Krč Praha         |
| 2003 | Cologne Dodgers      |
| 2004 | Puerto Cruz Marlins  |
| 2005 | Zagreb BC            |
| 2006 | Keltecs Karlovac     |
| 2007 | FC Barcelona         |